# Neurotic Outsiders (album)
Neurotic Outsiders è l'unico album pubblicato nel 1996 dall'omonimo supergruppo musicale Neurotic Outsiders.

## Tracce
1. Nasty Ho (Jones) - 4:32
2. Always Wrong (Taylor) - 3:25
3. Angelina (Jones) - 2:55
4. Good News (Jones) - 3:32
5. Better Way (Jones, Taylor) - 4:22
6. Feelings Are Good (Taylor) - 3:23
7. Revolution (Jones) - 3:48
8. Jerk (Jones) - 4:10
9. Union (Jones) - 4:29
10. Janie Jones (Strummer, Jones) - 1:53
11. Story of My Life (Jones) - 4:10
12. Six Feet Under (Jones, McKagan) - 4:00

## Formazione
- Duff McKagan – voce, chitarra ritmica
- Steve Jones – voce, chitarra solista
- John Taylor – basso, cori
- Matt Sorum – batteria, cori